# در سالن نمایش قدیمی
در سالن نمایش قدیمی (انگلیسی: At the Old Stage Door) یک فیلم کمدی صامت کوتاه به کارگردانی هال روچ است که در سال ۱۹۱۹ منتشر شد.

## بازیگران
- هارولد لوید
- اسناب پالرد
- ببه دنیلز
- سمی بروکس
- لو هاروی
- گاس لئونارد
- جیمز پروت
- ال سنت جان
- دوروثیا والبرت
- نوآ یانگ